# Hackendorf
Hackendorf ist ein Kirchdorf, eine Ortschaft und eine Katastralgemeinde der Gemeinde Sankt Aegidi im Innviertel im westlichen Oberösterreich. Unter den etwa 30 Ortschaften der Gemeinde ist Hackendorf nach dem 3 km entfernten Hauptort die größte.
Der Ort liegt auf 605 m Seehöhe, nur 5 km südlich der Donau in einem Hügelland an der Südflanke des Sauwaldes. Die Kirche und der Ort entstanden an einem sanften Südhang über dem Tal des Feichtbaches und des Kesselbachs. Die markanteste Geländeerhebung ist mit 777 m Höhe der Feichtberg 1,5 km westlich im Gemeindegebiet von Kopfing im Innkreis, dessen Radarstation gut zu sehen ist.
Zur Ortschaft gehört neben dem Dorf Hackendorf noch die Rotte Kiriau, die Katastralgemeinde umfasst zusätzlich die Ortschaften Eben, Reiting, Zimmerleiten, Mühlbach und Flenkental.
Der überwiegende Teil der Ortsflur dient der Landwirtschaft und macht etwa ein Fünftel der Agrarfläche der Gemeinde St. Aegidi aus. Etwa ein Drittel der Fläche ist bewaldet.
Die umliegenden Ortschaften sind (im Uhrzeigersinn von Norden gezählt) Reiting, Kiriau, Kößlau, Höllau, Reisedt und Walleiten. Im Westen liegen Paulsdorf und der Weiler Feicht, die schon zur Nachbargemeinde Kopfing im Innkreis gehören.